# Monastero di Sabiona
Il monastero di Sabiona (in tedesco Kloster Säben, in ladino Jevun) sorge su un'alta rupe che sorveglia il borgo di Chiusa in Val d'Isarco, in Alto Adige.
Sabiona è la culla spirituale dell'intero Tirolo e costituisce uno dei più antichi monumenti cristiani della regione e dell'arco alpino. È stata la sede vescovile del Tirolo (diocesi di Sabiona), prima dello spostamento della stessa a Bressanone attorno all'anno 1000.
Il monastero può essere visitato partendo dal paese di Chiusa e percorrendo a piedi il percorso di un'antica Via Crucis. Proprio sotto le mura di difesa della rocca, all'interno della vigna, giacciono sepolte le fondazioni della prima Cattedrale Vescovile, risalenti al V-VI secolo, studiate da un gruppo di archeologi nel 1982-1983 e poi reinterrate con cura per una conservazione più efficace.
Alternativamente esiste una passeggiata che parte da Velturno fino ad arrivare alla fortezza (viene a volte utilizzato il termine di fortezza in quanto Sabiona nel medioevo era anche un castello che oppose diverse volte resistenza ai molti attacchi).
Sull'Acropoli del Tirolo si possono visitare la antica cappella della Madonna, la chiesa conventuale, la chiesa della Santa Croce e la fontana commemorativa.
La chiesa della Santa Croce è stata per oltre quattrocento anni la sede della cattedra vescovile, che solo poco prima dell'anno 1000 fu spostata a Bressanone.
Alla difesa della rupe del monastero sorge un po' più in basso anche la Torre del Capitano, chiamata anche castel Branzoll.
Per quasi trecento anni il monastero è stato la sede di una comunità di monache benedettine, ultimamente sono state soltanto 3 e hanno vissuto in clausura; in data 7 maggio 2021 il vescovo di Bolzano-Bressanone, Ivo Muser ne annuncia la chiusura. 
Su invito dello stesso vescovo, dopo un periodo di prova nel 2023, un gruppo di monaci cistercensi dell'abbazia viennese di Heiligenkreuz, il 14 marzo 2024 ha accettato su mandato del proprio capitolo di risiedere nel complesso monastico. 

## Monastero di Sabiona

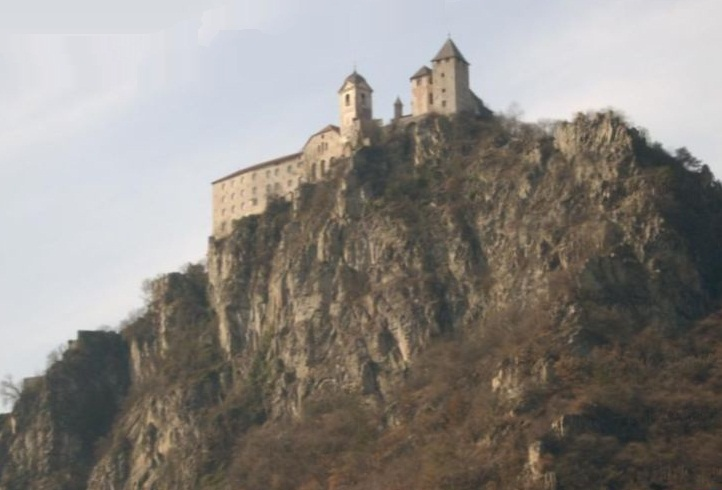
Il monastero di Sabiona visto da Chiusa

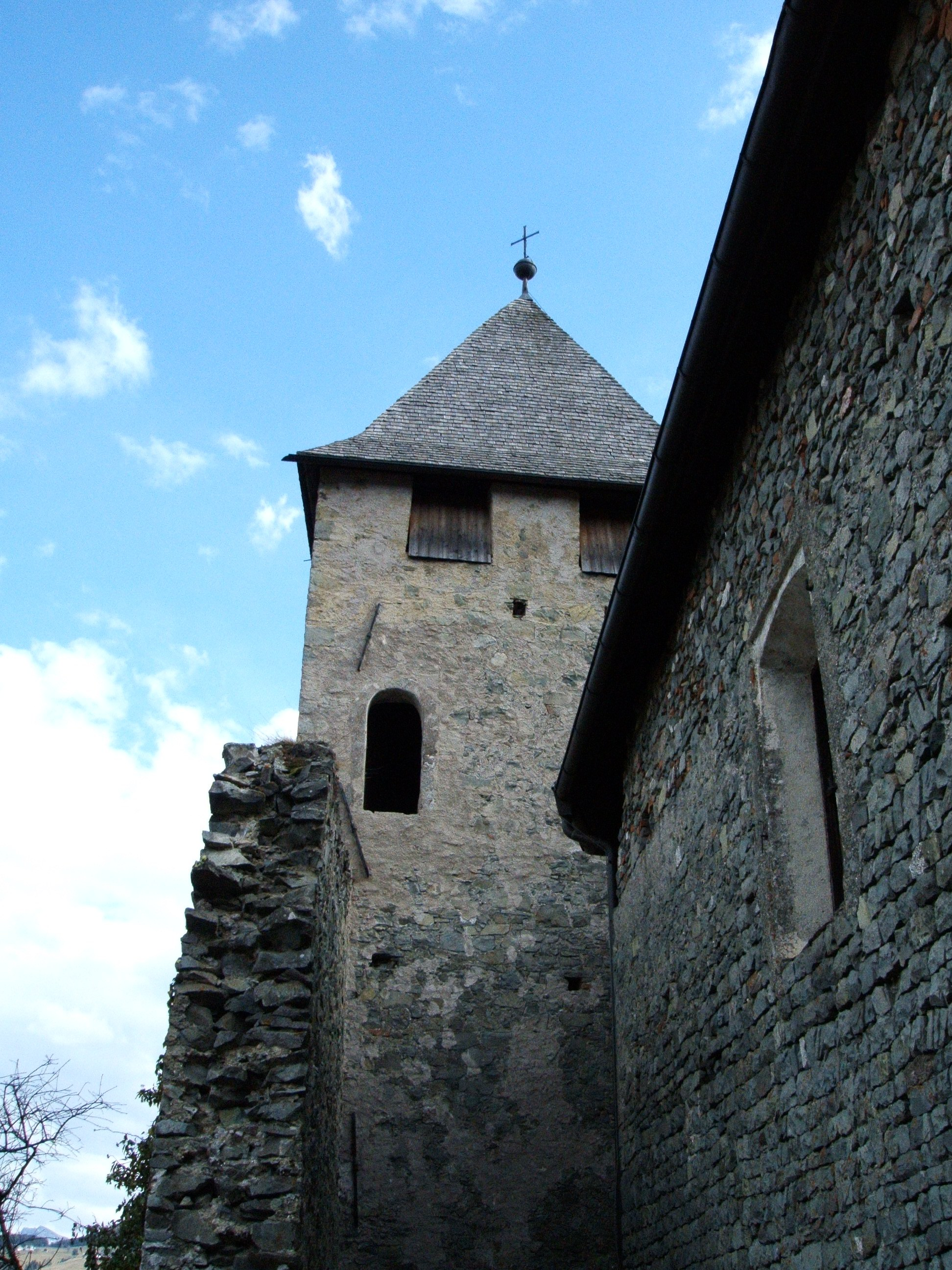
Una torretta del monastero di Sabiona

Nel 1535 un fulmine si abbatté sulla rupe di Sabiona, provocando un incendio che distrusse il Palazzo Vescovile e segnando anche la fine dell'attività giudiziaria che in questo si svolgeva.
Dopo all'incirca un secolo, il parroco e canonico di Chiusa (che era anche un abile uomo d'affari), Matthias Jenner promosse l'iniziativa di fondare un monastero sulle rovine dell'antico palazzo nel punto più elevato della rupe. Non fu certo impresa facile, ma il complesso monastico con le sue mura difensive venne inaugurato il 18 novembre 1686.
Il monastero ospitò inizialmente solo cinque monache provenienti dal monastero delle benedettine di Nonnberg (nei pressi di Salisburgo). La prima Badessa fu Madre Agnes von Ziller, che già nel 1687 poté accogliere nel convento 30 monache.
Nei secoli XVIII e XIX il cenobio conobbe varie occupazioni e subì anche la profanazione da parte degli invasori, che lo utilizzarono come fortezza difensiva.
Superate le traversie storiche, il monastero tornò alla vita normale e le monache tornarono ad occuparlo; fedeli alla loro regola (ora et labora) oltre alla vita di preghiera sono state sempre dedite al lavoro, necessario al loro mantenimento: curare le vigne, lavorare i campi, cucire e ricamare i paramenti sacri, accogliere ed ospitare pellegrini.

## Cappella di Santa Maria

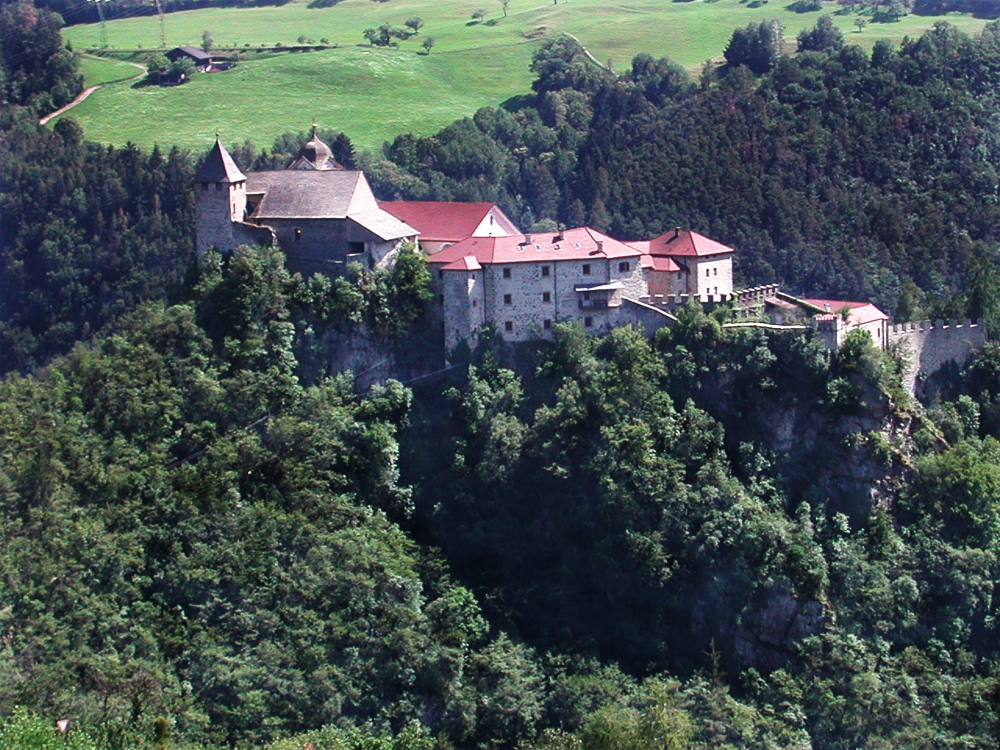
Il monastero di Sabiona visto da ovest

Dove oggigiorno si trova la piccola cappella di santa Maria, definita dai pellegrini Cappella delle grazie, ed accanto alla Chiesa di nostra Signora a pianta ottagonale, giaceva un tempo la più antica chiesa della rupe di Sabiona, la cui sagrestia custodiva una fonte battesimale scavata nella roccia viva, risalente alla seconda metà del IV secolo ed attribuibile ad un insediamento tardo-romanico.
Nella cappella di Santa Maria della costruzione pre-romanica e romanica rimangono soltanto l'abside circolare con l'arco trionfale e parte del muro perimetrale orientato a sud.
Al periodo gotico (XIV secolo) risale invece la volta nervata dell'abside con i suoi affreschi individuati, ma non ancora portati alla luce (1987). In quel tempo la cappella venne ampliata verso ovest di una navata e, successivamente (XVII secolo), ridotta alla dimensione attuale per lasciare lo spazio alla costruenda barocca chiesa di Nostra Signora.
Ancora oggi la cappella di Santa Maria si presenta al visitatore con la grande finestra rivolta verso sud, con i suoi quattro pilastri d'angolo e con il cornicione decorato a dentelli, sul quale poggia il volto a cupola.

## Chiesa della Santa Croce

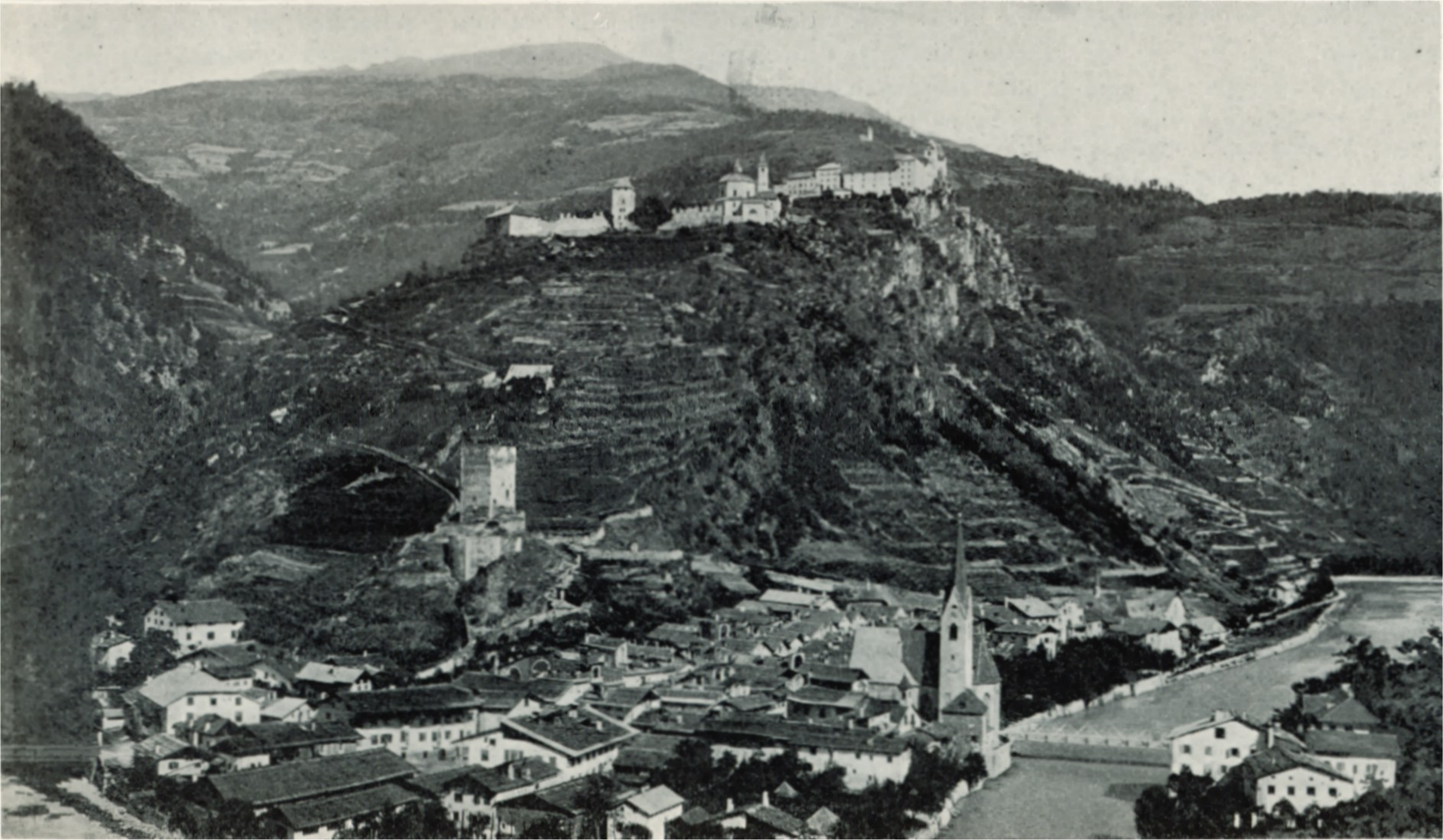
Vista storica dell'abbazia nel 1898

Suggestivo è il crocefisso, carico di espressività, posto sull'altare maggiore ed opera, verosimilmente, del maestro scultore Leonhard da Bressanone (seconda metà del XV secolo); tutte le altre sculture risalgono invece al XVII secolo.
Costeggiando la chiesa ed attraversando il passaggio sotto la torre di San Cassiano (opera di difesa del castello risalente al XIII secolo) si raggiunge la parete esterna dell'abside principale della chiesa medesima dove domina un altro crocefisso alto 12 metri, ma quasi completamente disgregato dalle intemperie: in origine esso accoglieva i pellegrini provenienti dal nord della valle Isarco ed era per loro simbolo di salvezza.